# Maria Teresa Mir i Ros
Maria Teresa Mir i Ros, que escriu amb el nom de casada de Maria Wallace (Platja d'Aro, 1936), és una escriptora i poeta catalana, que viu des de fa molts anys a Irlanda, on ha desplegat una remarcable carrera literària reconeguda amb un centenar llarg de premis literaris i reconeixements.
Va néixer en plena Guerra Civil, en una família que treballaven al camp. A l'edat de deu anys, va fugir de la misèria de la postguerra emigrant amb la família a Xile. Als divuit torna per establir-se a Sant Feliu de Guíxols. Des de llavors es va acostumar a viatjar per França, Alemanya, Anglaterra, i finalment per Irlanda, on s'estableix el 1969, per casar-se i planta noves arrels.
De manera autodidacta va esdevenint escriptora i poeta. Molt aviat, Maria Teresa es va sentir identificada amb Irlanda, amb el caràcter celta, sensible, creatiu, que té tendència a la malenconia, al desànim, fins i tot a la depressió; i amb el paisatge, que convida a aquests sentiments. Aquests sentiments la van portar primer a la pintura i més tard a la literatura.